# Edward Rogers III.

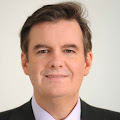
Edward Rogers III.

Edward Rogers III. (* 22. Juni 1969 in Toronto) ist ein kanadischer Unternehmer.
Rogers studierte an der University of Western Ontario. Er stieg nach dem Tod seines Vaters Edward Samuel Rogers ab 2009 in die Leitung des Medienunternehmens Rogers Communications ein. Nach Angaben des Forbes Magazine gehört Rogers zu den reichsten Kanadiern. Er ist verheiratet und hat drei Kinder.